# Pflaumloch
Pflaumloch ist ein Ortsteil und Dorf der Gemeinde Riesbürg im Ostalbkreis in Baden-Württemberg und der Sitz der Gemeindeverwaltung.

## Lage und Verkehrsanbindung
Pflaumloch steht von Ackerland umgeben im Westteil des Nördlinger Rieses, einem Tiefland, das aus dem Krater eines großen Meteoriteneinschlags entstand. Der Ort ist etwa 25 km östlich von der Kreisstadt Aalen entfernt und nur 4 km westlich von Nördlingen im bayerischen Landkreises Donau-Ries, dessen Stadtgemarkung bis an die Bebauungsgrenze des Ortes heranreicht. Dort am Südostrand der Bebauung steht ein Bahnhof der Bahnstrecke Stuttgart-Bad Cannstatt–Nördlingen, die beide Städte verbindende Bundesstraße 29 durchquert den Ort.

## Geschichte

### Mittelalter und frühe Neuzeit
Pflaumloch wurde das erste Mal 1246 als Pflunloch erwähnt. Vermutlich ist der Ort in der jüngeren Ausbauzeit ab etwa dem 10. Jahrhundert entstanden. Im 13. Jahrhundert gab es in Pflaumloch ein Ortsadelsgeschlecht von Ministerialen der Grafen von Oettingen. Vermutlich verbürgerten diese im 14. Jahrhundert in Nördlingen.
Um 1400 saß in Pflaumloch das Geschlecht derer von Waiblingen, vermutlich kamen diese über Heirat mit einem Vertreter des Adelsgeschlechts der Gußregen von Trochtelfingen zu Besitz in Pflaumloch.
Während des Alten Reiches lag die Dorfherrschaft und die Hochgerichtsbarkeit stets bei den Oettinger Grafen, während die Grundherren jeweils das Niedergericht ausübten.

### Nach dem Heiligen Römischen Reich
Nachdem das Alte Reich aufgelöst worden war, kam Pflaumloch zuerst 1806 an das Königreich Bayern und wurde 1810 zum Königreich Württemberg umgegliedert. Bis 1851 gehörte der Ort zur Gemeinde Goldburghausen und wurde dann eine eigenständige Gemeinde. Diese Gemeinde wurde, nachdem 1972 Goldburghausen und 1973 Utzmemmingen eingemeindet wurden, 1973 in Riesbürg umbenannt.
Seit 1487 waren in Pflaumloch Juden ansässig, wovon heute noch der Jüdische Friedhof und die ehemalige Synagoge zeugen, heute das Rathaus. 1871 machte die jüdische Bevölkerung etwa ein Drittel der Gesamtbevölkerung aus, die anderen beiden Drittel gehörten der katholischen bzw. der evangelischen Gemeinde an.

### Wappen
| Wappen der früheren Gemeinde Pflaumloch | Blasonierung: „In Rot über einem gelben Schragen eine silberne Eiche.“ |
| Wappen der früheren Gemeinde Pflaumloch |                                                                        |

## Persönlichkeiten
- Arnulf Schleicher (1906–1952), römisch-katholischer Geistlicher, Ordensmann, Missionar und Märtyrer